# Erodium crassifolium
Erodium crassifolium är en näveväxtart. Erodium crassifolium ingår i släktet skatnävor, och familjen näveväxter.

## Underarter
Arten delas in i följande underarter:
- E. c. crassifolium
- E. c. hirtum
- E. c. maroccanum